# Шевченко (Полтавская область)
Шевченко (укр. Шевченка) — посёлок,
Халтуринский сельский совет,
Карловский район,
Полтавская область,
Украина.
Код КОАТУУ — 5321685607. Население по переписи 2001 года составляло 157 человек.

## Географическое положение
Посёлок Шевченко находится недалеко от урочища Осиновый Куст, в 3-х км от посёлка Красное.
Рядом проходит автомобильная дорога Р-51.